# Liste der Naturdenkmale in Oppenau
| Naturdenkmale | Anzahl |
| ------------- | ------ |
| FND           | 3      |
| END           | 7      |
| Gesamt        | 10     |

Die Liste der Naturdenkmale in Oppenau nennt die verordneten Naturdenkmale (ND) der im baden-württembergischen Ortenaukreis liegenden Stadt Oppenau. In Oppenau gibt es insgesamt zehn als Naturdenkmal geschützte Objekte, davon drei flächenhafte Naturdenkmale (FND) und sieben Einzelgebilde-Naturdenkmale (END).
Stand: 1. November 2016.

## Flächenhafte Naturdenkmale (FND)
| Name                                            | Bild | Kennung     | Einzelheiten | Position | Fläche Hektar | Datum         |
| ----------------------------------------------- | ---- | ----------- | ------------ | -------- | ------------- | ------------- |
| Felsenschrofen u. Wasserfälle bei Allerheiligen |      | 83170980002 | Oppenau      | ⊙        | 0,5           | 25. Aug. 1943 |
| ND „Eckenfels“                                  | BW   | 83170980001 | Oppenau      | ⊙        | 3,0           | 30. Mai 1980  |
| Spitzenfelsen                                   |      | 83170980003 | Oppenau      | ???      | 1,5           | 25. Aug. 1943 |
| Legende für Naturdenkmal                        |      |             |              |          |               |               |

## Einzelgebilde (END)
| Name                        | Bild | Kennung     | Einzelheiten | Position | Fläche Hektar | Datum         |
| --------------------------- | ---- | ----------- | ------------ | -------- | ------------- | ------------- |
| Die „Große Tann“            |      | 83170980010 | Oppenau      | ???      | 0,0           |               |
| Fackeleiche                 |      | 83170980009 | Oppenau      | ???      | 0,0           | 20. Feb. 1964 |
| Krebseiche                  |      | 83170980008 | Oppenau      | ???      | 0,0           | 20. Feb. 1964 |
| Linde                       |      | 83170980007 | Oppenau      | ???      | 0,0           | 3. Apr. 1952  |
| Schlangenfichte             |      | 83170980004 | Oppenau      | ???      | 0,0           | 25. Aug. 1943 |
| Sommerlinde                 |      | 83170980005 | Oppenau      | ???      | 0,0           | 3. Mai 1950   |
| 2 Linden mit Steinbildstock |      | 83170980006 | Oppenau      | ???      | 0,0           | 3. Mai 1950   |
| Legende für Naturdenkmal    |      |             |              |          |               |               |